# 察珀尔
察珀尔是德国梅克伦堡-前波美拉尼亚州的一个市镇。总面积11.57平方公里，总人口424人，其中男性210人，女性214人（2011年12月31日），人口密度37人/平方公里。